# Reg Hindley
Reg Reginald Hindley (Burnley, 19 de enero de 1914-Newmarket, 12 de octubre de 1972) fue un jinete británico que compitió en la modalidad de concurso completo. Ganó una medalla de oro en el Campeonato Europeo de Concurso Completo de 1953, en la prueba por equipos.

## Palmarés internacional
| Campeonato Europeo | Campeonato Europeo      | Campeonato Europeo | Campeonato Europeo |
| Año                | Lugar                   | Medalla            | Categoría          |
| ------------------ | ----------------------- | ------------------ | ------------------ |
| 1953               | Badminton (Reino Unido) | Medalla de oro     | Por equipos        |